# دیاموند فاکس
دیاموند فاکس (انگلیسی: Diamond Foxxx؛ زاده ۵ ژانویهٔ ۱۹۷۳) که با نام استفانی وودکاک (انگلیسی: Stephanie Woodcock) زاده شد، بازیگر پورنوگرافی آمریکایی است که بیشتر برای حضور در ژانر میلف شناخته می‌شود. وی پیش از شروع کارش در فیلم‌های پورن به مدت حدوداً یک سال در نیروی دریایی تکنسین فوریت‌های پزشکی بود.

## حرفه
فاکس در سال ۲۰۰۴ و در سن سی و یک سالگی به صنعت فیلم بزرگسالان وارد شد و بیشتر با ژانر میلف شناخته می‌شود. وی در آغاز قصد داشت که تنها در یک صحنه برای تأمین هزینه بنگاه املاک و مستغلاتش بازی کند اما تصمیم گرفت که به کار در این صنعت ادامه دهد. 